# Discherodontus ashmeadi
Discherodontus ashmeadi är en fiskart som först beskrevs av Fowler, 1937.  Discherodontus ashmeadi ingår i släktet Discherodontus och familjen karpfiskar. IUCN kategoriserar arten globalt som livskraftig. Inga underarter finns listade i Catalogue of Life.